# C/2013 PE67 (Catalina-Spacewatch)
C/2013 PE67 (Catalina-Spacewatch) — одна з довгоперіодичних комет. Ця комета була відкрита 9 серпня року; вона мала 19.5m і 19.3 m на час відкриття.